# Радомирский партизанский отряд
Радомирский партизанский отряд имени Георгия Димитрова (болг. Радомирски партизански отряд „Георги Димитров“) — подразделение Народно-освободительной повстанческой армии Болгарии, входившее в состав 1-й Софийской повстанческой оперативной зоны. Действовал во время Второй мировой войны в районе города Радомир.

## История
Радомирский партизанский отряд имени Георгия Димитрова был образован 13 мая 1944 года в местности Еловдолско Усое. Первые 14 партизан этого отряда были добровольцами из сёл Извор, Друган и Дрен. Командиром отряда был Славчо Радомирский, политическим комиссаром — Георгий Величков (болг. Георги Величков), начальником штаба — Евтим Рангелов.
Отряд проводил акции в сёлах Светля, Долна-Секирна и Горна-Секирна; в связи с массовым притоком добровольцев был расширен до трёх рот. Овладел сёлами Кошарево, Сириштник, Друган, Еловдол, Душинци, Кондофрей и Чуковец. В начале августа он попал в окружение, ведя бой с подразделениями армии и жандармерии при селе Добри-Дол, но сумел прорвать кольцо окружения.
9 сентября 1944 года при участии отряда была установлена власть Отечественного фронта в сёлах Кондофрей, Гылыбник, Трекляно и городе Радомир.

## Известные бойцы
- Гиньо Георгиев Стойнов, муж Свободы Анчевой, Героя Социалистического Труда НРБ (погиб 12 мая 1944 года в бою при Дебели-Лак)[4]
- Мишо Мишев
- Георгий Стоилов